# Jean-Claude Arnault

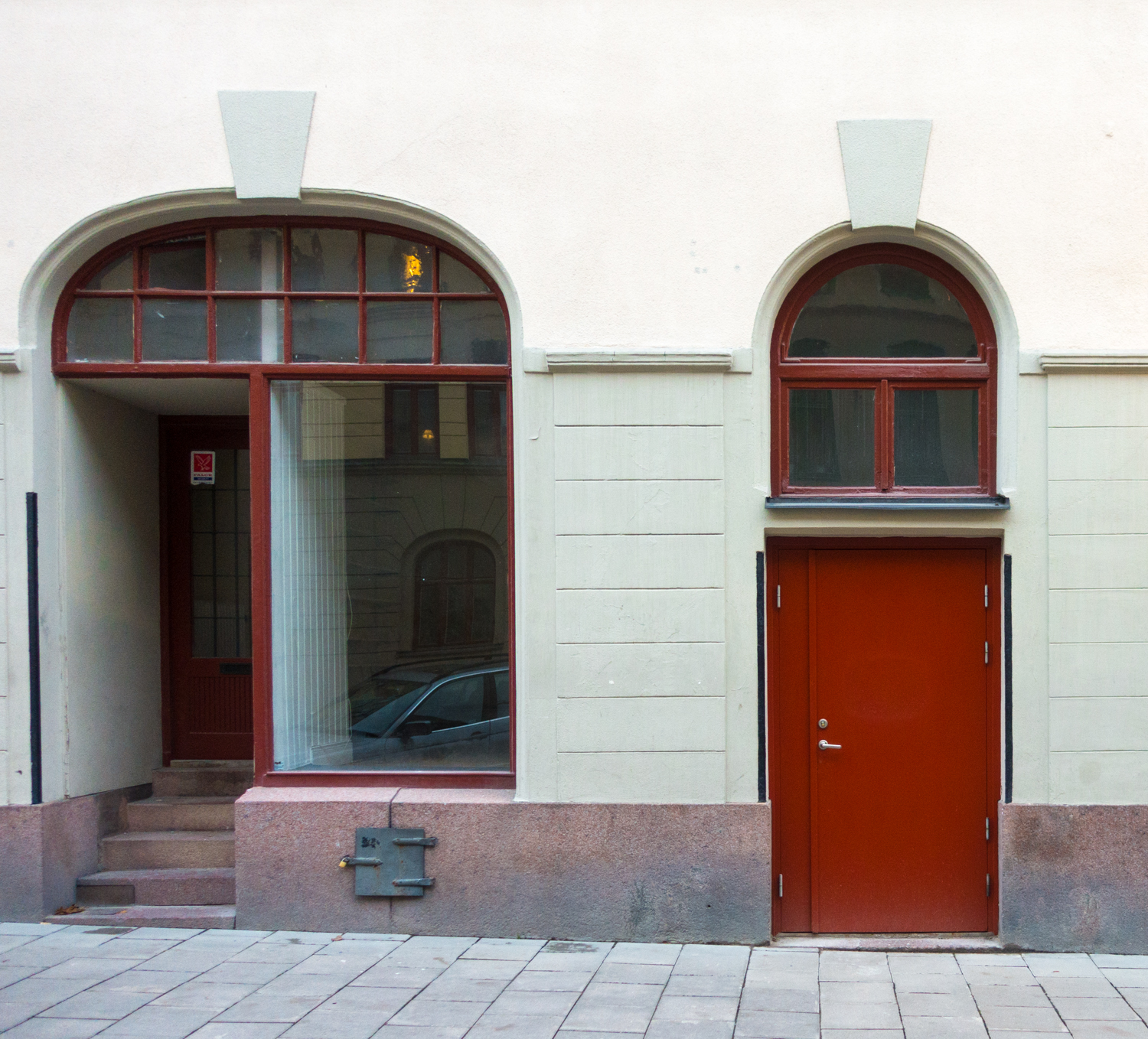
Forum.

Jean-Claude Arnault (Marsella, 15 de agosto de 1946), conocido en medios de comunicación suecos como "el personaje cultural" (sueco: kulturprofilen), es un director artístico franco-sueco. Fue ganador del premio cultural Natur & Kultur en 2008.

## Trayectoria
Trabajó como fotógrafo y anteriormente como director artístico del centro cultural Forum – Nutidsplats för kultur ("Forum – Escena Contemporánea de Cultura") Estocolmo. 
Arnault adquirió gran notoriedad después de ser acusado de agresión sexual por varias mujeres, dando lugar a un escándalo que llevó a la dimisión de varios miembros del Comité del Nobel y la postergación del premio Nobel de Literatura de 2018. Estos acontecimientos ocurrieron en el contexto del movimiento Me Too. En 2018,  fue encontrado culpable de dos agresiones sexuales y sentenciado a dos años y seis meses de prisión. El apeló al Tribunal Supremo de Suecia basándose en el concepto de la descalificación judicial. El 5 de mayo de 2019, el tribunal decidió no aceptar la apelación e incrementar la pena aplicada por el tribunal anterior.

## Vida personal
Está casado con el miembro de la Academia Sueca Katarina Frostenson.

## Acusaciones de agresión sexual y condena por violación
En noviembre de 2017, en el contexto del movimiento Me Too, dieciocho mujeres acusaron a Arnault de agresión sexual. Esto hizo que la Academia Sueca rompiera todos los lazos financieros con él. Los medios suecos informaron que Arnault manoseó a la princesa Victoria en un evento de la academia en 2006.
Simultáneamente, su esposa Katarina Frostenson fue acusada de corrupción por no informar a la Academia sobre  el conflicto de intereses en las subvenciones para el centro cultural de su esposo. La Academia Sueca sospechó de su implicación en la filtración de siete ganadores del Premio Nobel de literatura.
Arnault negó todas las acusaciones. El 1 de octubre de 2018, fue declarado culpable de un cargo de violación y condenado a dos años de prisión, así como a una multa de 115.000 coronas suecas. Arnault apeló el veredicto. El 3 de diciembre de 2018, el Tribunal de Apelación de Svea aumentó la sentencia y declaró a Arnault culpable de dos cargos de violación y lo condenó a dos años y seis meses de prisión. La multa se elevó a 215,000 coronas suecas.

## Repercusiones
A raíz de las acusaciones, el miembro de la Academia Sueca Klas Östergren dejó la academia y los miembros de la Academia Sara Danius, Peter Englund, Kjell Espmark y Frostenson dejaron de participar en el trabajo de la academia, lo que generó preocupaciones sobre el futuro de la Academia. El 27 de abril de 2018, Sara Stridsberg abandonó la academia en solidaridad con Sara Danius. Debido al escándalo y al deterioro de la reputación del Comité Nobel, el Premio Nobel de Literatura se pospuso hasta 2019. El Nuevo Premio de la Academia en Literatura se creó como una alternativa al Premio Nobel de Literatura 2018.